# District de Jiangyuan
Le district de Jiangyuan (江源区 ; pinyin : Jiāngyuán Qū) est une subdivision administrative de la province du Jilin en Chine. Il est placé sous la juridiction de la ville-préfecture de Baishan.